# Hilde Weström
Hilde Weström (* 31. Oktober 1912 in Neisse, Oberschlesien; † 10. Februar 2013 in Berlin; geborene Eberle) war eine deutsche Architektin.

## Werdegang

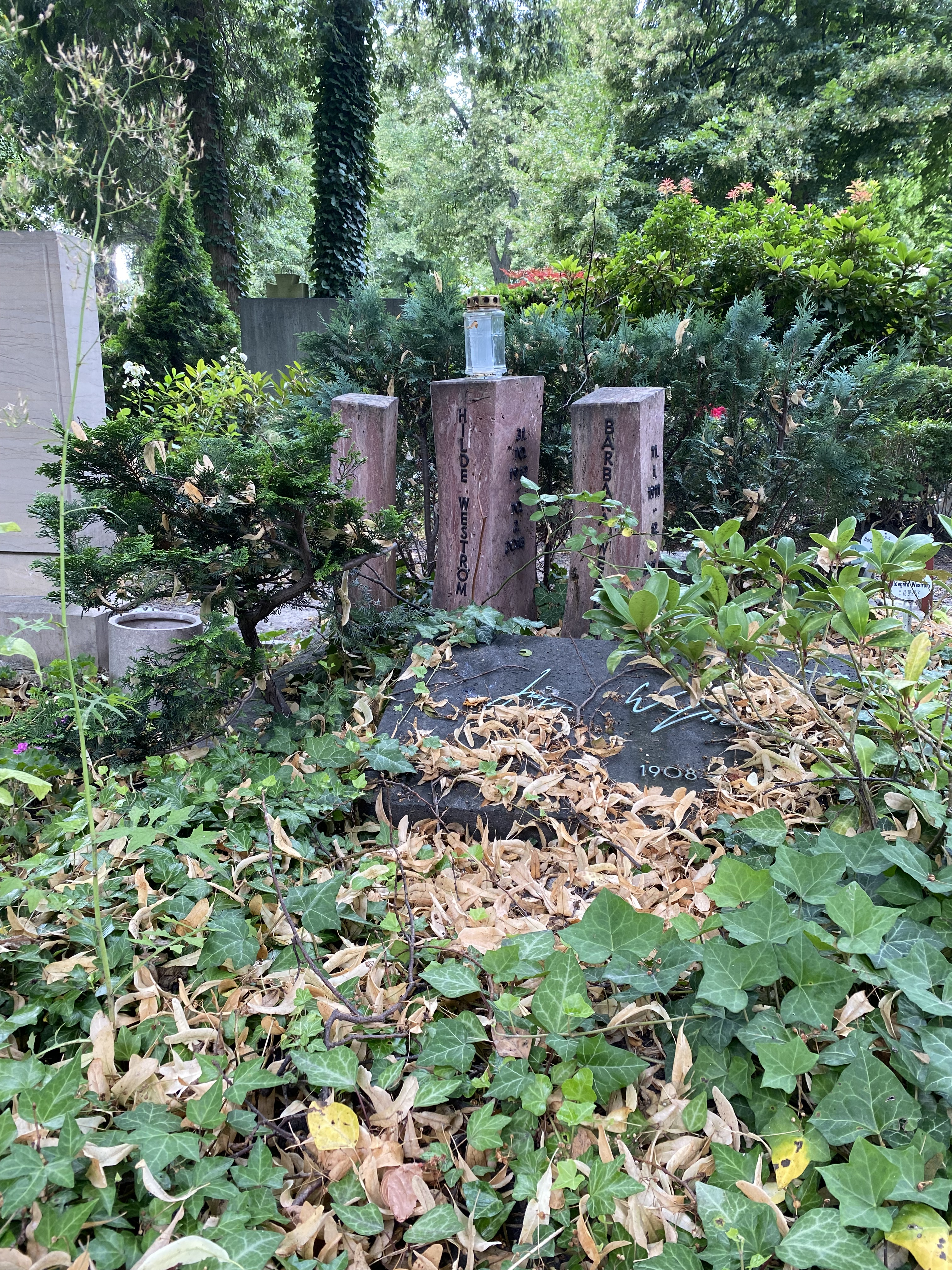
Grabstätte auf dem Friedhof Dahlem (Feld 008-79)

Weström studierte das Fach Architektur in Berlin, Dresden und Breslau. Bis zum Vordiplom studierte sie an der Technischen Hochschule Berlin. Das Hauptstudium absolvierte sie Technischen Hochschule Dresden unter anderem bei Hans Freese. Ihre Diplomarbeit 1938 war ein Entwurf für eine Deutsche Botschaft in Stockholm. 1938 war auch das Jahr ihrer Hochzeit mit dem Anwalt Jürgen Weström, beide wohnten bis 1942 in Berlin-Zehlendorf. Jürgen und Hilde Weström hatten vier Kinder, ihre älteste Tochter – Ute Weström – kam 1939 zur Welt. 1942 verlegten die Weströms ihren Wohnort nach Breslau. 1945 zog die Familie Weström von Breslau wieder zurück nach Berlin. Hilde und Jürgen verdienen den Unterhalt mit der Herstellung von Holzspielzeugen. Ab 1948 konnte Jürgen Weström wieder als Anwalt arbeiten und Hilde Weström als Architektin. Als eine der ersten Frauen wurde sie 1948 in den Bund Deutscher Architekten berufen. 1949 gründete sie in Berlin ihr eigenes Büro, in dem sie bis 1981 arbeitete. Mit ihren Entwürfen, insbesondere für den sozialen Wohnungsbau, prägte sie den Wiederaufbau der im Krieg zerstörten Stadt. In ihrer Arbeit versuchte sie vor allem die Bedürfnisse der berufstätigen Frau und der Familie zu berücksichtigen. Mit dem "Küchenblatt" DIN 18022 entwickelte Weström 1953 als Mitglied im Beirat für Wohnungsgestaltung beim Berliner Senat die bis heute gültige DIN-Norm, die die Mindestanforderungen an eine Küche im sozialen Wohnungsbau regelte, entscheidend mit. Ihre Musterentwürfe für ein variables Wohnen in der Sonderausstellung Die Stadt von Morgen, die 1957 im Rahmen der Interbau stattfand, waren richtungsweisend. Ein Angestellter von Hilde Weström war der Architekt Winnetou Kampmann, der spätere Lebensgefährte ihrer Tochter Ute.
In einem 1984 geführten Interview sagte Hilde Weström: „Gewöhnlich entwerfen Frauen von innen nach außen, weil sie stärker interessiert sind an der sorgfältigen Ausarbeitung der räumlichen Anordnung, die dem Benutzer das Gefühl von Freiheit und Wohlgefühl geben soll. Frauen sind aufmerksamer gegenüber den Bedürfnissen der Kinder, ihrer Entwicklung, dem Spiel und ähnlichen Erfordernissen. Sie geben acht auf jedes Detail, einschließlich der Kosten. Frauen sind sparsamer und bauen daher konsequenterweise auch ökonomischer…“
Anlässlich ihres 100sten Geburtstages 2012 widmete die Berlinische Galerie Hilde Weström eine Ausstellung mit dem Titel Die zerstörte Stadt war meine Chance.
Ihre letzte Ruhestätte fand Hilde Weström auf dem Friedhof Dahlem in Berlin-Dahlem.

## Bauten (Auswahl)
Die Werkliste beruft sich auf folgende Quellen: Dissertationsschrift von Christiane Droste und das Archiv von Virginia Polytechnic Institute and State University.
- 1952: Wiederaufbau und Modernisierung Wohnhaus Planufer 75, Berlin-Kreuzberg
- 1957: Ausstellung Die Stadt von Morgen, Interbau Berlin
- 1959: Rudolf-Steiner-Schule, Berlin-Dahlem
- 1961–1962: Haus der musischen Erziehung, Berlin
- 1962–1963: Studentencampus Clayallee/Garystraße, Berlin-Dahlem
- 1963–1964: Seniorenwohnheim Haus Christophorus, Eyke-von-Repkow-Platz 2, Berlin-Moabit
- 1963–1965: Wohnhaus Röntgenstrasse 13, Berlin-Charlottenburg
- 1963–1965: Studentenwohnhaus Clayallee 190, Berlin-Dahlem
- 1965–1966: Haus Hanke-Förster, Teltower Damm 139, Berlin-Zehlendorf
- 1969–1970: Grundschule Linthal, Glarus, Schweiz
- 1971–1978: Mitarbeit Ibero-Amerikanisches Institut, Staatsbibliothek Potsdamer Straße, Berlin-Tiergarten

## Ehrungen
- Verdienstkreuz am Bande der Bundesrepublik Deutschland

## Ausstellungen
- Die Berliner Architektin Hilde Weström – Bauten 1947–1981, Berlin Pavillon, Das Verborgene Museum, Berlin, 2000.
- Hilde Weström zum 100. Geburtstag – “Die zerstörte Stadt war meine Chance”, Berlinische Galerie, Landesmuseum für Moderne Kunst, Berlin, 2012/13.[6]